# Germanía
La germanía es la jerga usada por presos, criminales, etc. El término germanía proviene de la palabra en valenciano germà (hermano), la cual tiene a su vez etimología en el latín germānus, que significa ‘hermano mayor’. El nombre se remonta a ciertas comunidades valencianas destacadas por su rebelión contra la nobleza local en el siglo XVI (de forma paralela, en ese mismo siglo y en el Lazarillo de Tormes, por ejemplo, los ciegos usaban un oscuro argot llamado jerigonza, que Sebastián de Covarrubias emparenta con la germanía), pasando luego a denominar su jerga. La jerga hablada por los delincuentes de otros países recibe otros nombres; por ejemplo, el lunfardo en Argentina o el coa en Chile.
Se ha de tener en cuenta que la germanía, originalmente, ni debe ser considerada jerga ni proviene directamente del latín (aunque sí de una lengua de raíz latina) y su trayectoria es mucho más amplia, terminando su deriva en el caló gitano.
La primera dificultad que existe al acercarse a este término es averiguar los límites que presenta con el caló o la lengua propia de los gitanos españoles. La germanía es definida como jerga especial de los delincuentes y, aunque antes del siglo XVIII los dos lenguajes se mantuvieran diferenciados, a partir de entonces se confunden.

## Procedencia del términogermanía
No es invento jergal, pues es bien conocido el levantamiento de las Germanías en Valencia y Mallorca durante el reinado de Carlos I; así, pues, la palabra está claramente vinculada a la palabra germà de las lenguas de la Corona de Aragón, como el idioma catalán y el idioma aragonés (y corresponde a ‘hermano’ en castellano). La idea de hermandad es muy fuerte en ella; de ahí que se llamara de este modo la asociación de rufianes, ladrones y cualquier tipo de delincuentes en los siglos XV y XVI. Como en el caso del argot francés, que de designar comunidad de malhechores pasa a ser usado en 1680, por Richelet, como designación del lenguaje utilizado por estos, la germanía española denominó no ya al grupo social, sino también a la lengua propia de él, un lenguaje «definidor de sus condiciones sociales», como dice Rafael Salillas.
Puede fijarse la existencia de una jerga delincuente en España anterior al siglo XVI. Leyendo el Romance de Perotudo, incluido en los publicados por Juan Hidalgo en el siglo XVII, encontramos estos cuatro versos: «Habla nueva germanía / Porque no sea descornado / Que la otra era muy vieja / Y la entrevan los villanos»; prueba esto que esa jerga antigua estaba ya tan difundida que no podía cumplir su fin primario, y en este caso fundamental, de ocultamiento. Rodríguez Marín, en su edición crítica del Rinconete y Cortadillo cervantino, opina que hacia 1580 la vieja germanía decaía.
En 1612, Rodrigo de Reinosa publica en germanía Coloquio entre la Torres-Altas y el rufián Corta-Viento, en dialecto jácaro, de 140 versos:
Vida, pague lo muflido / tu nante de godería / o entruje tu partido / que el borce no haya entendido / el garlo de Germanía / y echa más una charnela / y por la gomarra torna, / que no hallará mi suela / que también te saque muela / allá a boca de sorna.
El elemento gitano provocó más tarde la disolución de la germanía. Cuando este pueblo llega a España, entra en contacto con las comunidades delincuentes que viven al margen de la sociedad común, sus lenguajes se influyen mutuamente y si en la germanía de los siglos XVI y XVII los gitanismos son casi desconocidos, en la actual predominan. Aunque no se haya formado una sociedad única, gitano-delincuente, la lengua señala esta unión, ya que en la actualidad puede afirmarse que la germanía no se conoce con tal nombre, sino con el de caló jergal. Son ejemplos de términos usados indistintamente: birlesca (junta de ladrones), garfiñar (hurtar), erdicha (pobreza), etc.